# Constantin Koser
Constantino Koser OFM (nacido el 9 de mayo de 1918 en Curitiba, estado de Paraná, Brasil, fallecido el 19 de diciembre de 2000 en Petrópolis, estado de Río de Janeiro, Brasil) fue un franciscano brasileño. De 1965 a 1979 dirigió la Orden Franciscana como 115 ° Ministro de General.

## Vida
Constantino Koser asistió al seminario (escuela con internado) de la provincia franciscana del sur de Brasil de la Inmaculada Concepción y se unió a este religioso en 1935. El 10 de mayo de 1939, realizó los votos solemnes. Recibió la ordenación el 12 de julio de 1941. Trabajó como profesor de teología dogmática en su provincia. De 1951 a 1953 se quedó en Alemania Occidental para más estudios y recibió su doctorado el 22 de mayo de 1953 en Friburgo im Breisgau summa cum laude en teología.
Regresó a Brasil, enseñó en el Instituto Teológico de la Provincia de la Inmaculada Concepción en Petrópolis y fue director del departamento catequético de la Diócesis de Petrópolis. Por primera vez en Brasil, inició un curso de teología para religiosos y organizó el primer Congreso Teológico en Brasil en enero de 1956, que tuvo lugar en Salvador da Bahía.
De 1956 a 1959 fue miembro de la definición en su provincia religiosa. En julio de 1958 recibió el título de un Lector Generalis y se convirtió en representante del miembro de la Orden Franciscana de la Academia Papal Marian Internacional. El capítulo general de la Orden lo eligió en 1963 como el Finador General para América Latina. En el Concilio Vaticano II, fue consultor del Ministro de General y Consejero Agostino Sepinski y participó en las reuniones de los obispos brasileños. Después de Sepinski, por deseo del Papa Pablo VI, había sido nombrado delegados apostólicos en Jerusalén y Palestina, Constantin Koser fue nombrado Vicario de General de la Orden Franciscana el 3 de noviembre de 1965 y participó en el cuarto período de sesión del Consejo durante unas pocas semanas.
En mayo de 1967, el capítulo general de los franciscanos en Asís Koser eligió al 115 ° Ministro de General, con sede en Roma. Fue elegido en el capítulo de Madrid en 1973 y ocupó esta oficina hasta el 3 de junio de 1979. Durante su mandato, las constituciones generales de la Orden Franciscana se adaptaron a las directrices del Concilio Vaticano II para las Comunidades Religiosas, especialmente los decretos sobre la renovación contemporánea de la vida de la Orden de Perfectae Caritatis. En 1971 tuvo lugar un capítulo general extraordinario en Medellín Colombia. En 1976, Koser invitó a otro capítulo general extraordinario en Asís, con motivo del 750 aniversario de la muerte del fundador de la orden Franz von Assisi. En 1967, Constantin Koser fue uno de los representantes de las comunidades religiosas en el Sínodo del Primer Obispo en Roma, en 1979 después de la muerte del Papa Pablo VI, tomó el derecho de voto en la Conferencia de Obispos de América Latina en Puebla México.
Después de completar su mandato en el cargo, regresó a Petrópolis y posteriormente trabajó como consultor para los capítulos generales de varias órdenes y como miembro de otras conferencias. En general, recibió el doctorado honorario de cuatro universidades por su trabajo. Falleció el 19 de diciembre del 2000. Está enterrado en la Iglesia Herz-Jesu en Petrópolis.

## Publicaciones
- Nuestra vida con Dios en el mundo de hoy. Dietrich-Celde-Verlag, Werl (Westf.) 1972 (Libros de espiritualidad franciscana Vol. 16; traducido por Julian Stephan).